# Cradle of Fear
Cradle of Fear é um filme de terror produzido no Reino Unido, dirigido por Alex Chandon e lançado em 2001.